# Mittelwellenrundfunk
Der Begriff Mittelwellenrundfunk bezeichnet den Rundfunk im Mittelwellenband (an den Empfangsgeräten oft mit AM oder MW bezeichnet). Dies entspricht dem Frequenzbereich zwischen 526,5 kHz und 1606,5 kHz. Die Sender benutzen diesen Bereich in einem 9-kHz-Raster. Auf dem amerikanischen Kontinent wird der Frequenzbereich von 530 bis 1720 kHz in einem 10-kHz-Raster benutzt.
Rundfunk auf Mittelwelle dient heute überwiegend der terrestrischen Ausstrahlung von Hörfunkprogrammen über das Sendegebiet der UKW-Sender hinaus. Während in Europa, Asien, Mittel- und Südamerika der Mittelwellenrundfunk seit den 2000er Jahren in seiner Bedeutung stark abnimmt, gehört er in den Vereinigten Staaten nach wie vor zum festen Bestandteil der Radiolandschaft.

## Geschichte
In den Anfangsjahren des Rundfunks in den 1920er Jahren war die Mittelwelle das grundsätzlich genutzte Medium. Erst mit der Entwicklung leistungsfähigerer Sendeanlagen konnten auch andere Wellenbereiche sinnvoll genutzt werden, zunächst die Kurzwelle, nach 1950 setzte sich die Ultrakurzwelle mit der weniger störanfälligen Frequenzmodulation (FM) durch. Seinerzeit wurden die Sender üblicherweise mit der Wellenlänge in Metern (zusätzlich oft die Frequenz in Kilohertz) angegeben. Die alleinige Angabe der Frequenz setzte sich erst später durch.
Bedingt durch den Kalten Krieg wuchsen in den 1970er Jahren Mittelwellensender stark in Zahl und Leistung, so dass das Band abends stark überbelegt war. Durch die Abschaltung von vielen auch leistungsstarken Mittelwellensendern in Europa ab dem Jahr 2000 können heute weniger Sender mit gutem Signal empfangen werden. Dafür stören sich aber auch weniger Sender gegenseitig, so dass kleinere Stationen bei Dunkelheit auf einer freien Frequenz ganz Europa abdecken, vorausgesetzt der Empfänger befindet sich in einer störfreien Umgebung.
Heute kann der Mittelwellenrundfunk auch im Internet über frei zugängliche SDR-Empfänger mit einem geeigneten Computer, wie zum Beispiel mit den WebSDR, frei empfangen werden.
Am 31. Dezember 2015 wurden mit der Abschaltung der Mittelwellensender von Deutschlandradio die letzten deutschsprachigen Stationen, die aus Deutschland senden, in diesem Frequenzbereich stillgelegt. Als letzter regulärer Mittelwellensender in Deutschland wurde am 31. Oktober 2016 der AFN-Sender in Vilseck auf 1107 kHz abgeschaltet. Österreich hatte den Mittelwellenbetrieb bereits zum Jahresende 2008 eingestellt (Sender Bisamberg), die Schweiz Ende 2010 (Landessender Sottens).

## Ausbreitungsbedingungen
Während tagsüber Signale nur 100…200 km weit über die Bodenwelle zu hören sind, steigt die Reichweite bei Dunkelheit durch die Raumwelle auf bis zu 2000 km mit starkem Signal. Für Radiostationen, die auf Durchhörbarkeit setzen, wird dies zum Problem. Denn wegen der wenigen verfügbaren Kanäle im Mittelwellenbereich (121 Kanäle) wird jede Frequenz darin von mehreren Sendern belegt. Der theoretische Vorteil, mit einem einzigen Sender große Gebiete abzudecken, kann deshalb nur begrenzt genutzt werden. Stationen stören sich gegenseitig. Durch Phasenverschiebungen der AM-Trägersignale untereinander und durch verschiedene Ausbreitungswege entstehen Verzerrungen im Audiosignal (Interferenzen).
Der Genfer Wellenplan legt zwar Regeln fest, um gegenseitige Störungen etwas zu verringern. Einige leistungsfähige Stationen müssen ihre Sendeleistung drosseln und/oder mit einer Richtstrahlantenne arbeiten (vgl. Langwellenrundfunk). Manche Stationen müssen während der Nachtstunden ihren Betrieb ganz einstellen. Dennoch sind auf jedem einzelnen Kanal meist ca. 5 bis 20 Sender in Europa aktiv. Mit einer richtungsempfindlichen Empfangsantenne wie einer Ferrit- oder Rahmenantenne kann man durch Drehen der Antenne Abhilfe schaffen, sofern beide Sender nicht aus der gleichen Richtung abstrahlen. Mehr Effizienz schafft ein Gleichwellennetz, bei dem ein Programm von mehreren Standorten dieselbe Frequenz belegt. Auch hier kann es jedoch zu Überlagerungen und Verzerrungen kommen, bei denen sich die Audioqualität dort mindert, wo mehrere Standorte etwa gleich stark empfangen werden.
Die Trägerfrequenzen der Sender liegen in Europa im Regelfall auf durch 9 kHz teilbaren Frequenzen (z. B. bis 2022 Rai Radio 1 auf 999 kHz mit einem unteren Seitenband von 994,5…999 kHz und einem oberen Seitenband von 999…1003,5 kHz). In Nord- und Südamerika wird ein 10-kHz-Raster mit durch 10 kHz teilbaren Frequenzen und 20 kHz HF-Bandbreite benutzt (z. B. KNWN aus Seattle auf 1000 kHz mit einem unteren Seitenband von 990…1000 kHz und einem oberen Seitenband von 1000…1010 kHz).
Es gibt auch einige Mittelwellensender, die außerhalb des offiziellen Bereichs betrieben wurden; so nutzte der Bayerische Rundfunk bis 1999 für seine leistungsschwachen Sender in Hof und Würzburg die Frequenz 520 kHz.
Die Mittelwellenfrequenzen 1485 kHz, 1584 kHz und 1602 kHz sind nach dem Genfer Wellenplan als Gemeinschaftswellen für lokale Sender geringer Leistung reserviert.
Piratensender vor allem aus den Niederlanden und Griechenland nutzen den Bereich von 1600 bis 1700 kHz für unregelmäßige Ausstrahlungen mit Leistungen zwischen wenigen Watt und 10 kW.

## Tonqualität
Grundsätzlich ließe sich auch auf Mittelwelle ein großes Audiospektrum (z. B. wie auf UKW bis 15 kHz) übertragen. Um mehr Kanäle zu schaffen, wurde aber die HF-Bandbreite auf 9 kHz und damit die maximal mögliche NF-Bandbreite auf 4,5 kHz begrenzt. Steilbandige Filter in Sender und Empfänger reduzieren die Bandbreite weiter, so dass die sich reale ergebende Bandbreite bei 2,5 bis 3,5 kHz teilweise unterhalb von Telefonqualität liegt.
In den USA, Japan und Südeuropa modulieren Stationen trotzdem oft mit 10 kHz, so dass schwächere Nachbarkanäle überlagert werden. Damit wird ein akzeptabler Klang realisiert. Bei AM hängt es allerdings von den Filtern im Empfänger ab, ob dieses Audiospektrum auch wiedergegeben wird.
Die Amplitudenmodulation (AM) ist zudem deutlich anfälliger für Störungen durch Zündfunken, Gewitter oder elektronische Geräte als die Frequenzmodulation (FM).

## Digitalisierung der Mittelwelle und Stereoübertragung
Inzwischen versucht man mit der sich noch im Feldexperiment befindlichen digitalen Mittelwelle (Digital Radio Mondiale, DRM) der minderen Tonqualität und der in Europa geringen Popularität gegenzusteuern. In manchen Ländern werden im Mittelwellenbereich auch Stereo-Sendungen nach dem AM-Stereo-Verfahren übertragen.
Während in Europa die Versuche der Digitalisierung keine nennenswerten Erfolge zeitigten, ist in Nordamerika das HD-Radio-Verfahren Standard bei vielen Sendern. Dieses Signal wird hybrid analog und digital ausgestrahlt und ermöglicht parallele Mehrwertdienste und Textübertragungen auch auf Mittelwelle.
AM-Stereo wird in Deutschland nicht angewandt. In den USA, Südafrika und Australien wurde es in den 1980er Jahren eingeführt und ist teilweise noch verbreitet. Speziell in den USA ist die Zahl von AM-Stereo-Sendern durch die Möglichkeiten der parallelen Digitalübertragung rückläufig. In Europa wird das Verfahren nur von den nachts auch in Deutschland empfangbaren Sendern von Radio France auf 864 kHz in Villebon-sur-Yvette und dem italienischen Radio Studio X auf 1584 kHz angewandt.

## Perspektiven
In Deutschland hat die Kommission zur Ermittlung des Finanzbedarfs der Rundfunkanstalten (KEF) die Abschaltung der Mittelwellensender aus Kostengründen gefordert. Die KEF argumentiert mit der mangelnden Akzeptanz. Eingesparte Gelder sollen in den Ausbau der digitalen Technik Digital Audio Broadcasting als Ergänzung und spätere Nachfolge für UKW fließen. Ende 2015 wurden die letzten Sender abgeschaltet.
Nach einem früheren Beschluss der Europäischen Kommission sollte der analoge Rundfunk ursprünglich bis Anfang 2012 abgeschaltet werden. Für den MW-Nachfolgestandard DRM sind bis heute neben Empfangslösungen unter Verwendung eines PCs jedoch nur ganz wenige tragbare Empfänger verfügbar, die unhandlich sind und einen vergleichsweise hohen Stromverbrauch haben. Mehrere Testbetriebe für DRM wurden wieder eingestellt. Nach der Demontage von MW-Sendemasten in Deutschland gilt eine Wiederbelebung des Wellenbereichs als fraglich.
Global spielt der Mittelwellenrundfunk in schwächer entwickelten Ländern (Lateinamerika und Asien) eine größere, wenn auch abnehmende Rolle. In vielen Ländern ist dort das UKW-Rundfunknetz schlecht ausgebaut und die Mittelwelle bietet den Vorteil der großräumigen Übertragung und einfachen Empfangbarkeit für die Hörer.
In den USA und Kanada sind nach wie vor mehr als 6000 Sendeanlagen für Mittelwelle in Betrieb, vor allem mit Programmen in Talk- und Nachrichtenformaten sowie religiöse Stationen. Hinzu kommen Programme für Einwanderer aus Lateinamerika oder Asien, die in einigen Regionen einen hohen Bevölkerungsanteil stellen. Zudem strahlt ein Netz leistungsschwacher Sender in Dauerschleifen Informationen über Tourismus und Verkehr aus.

## Ausgewählte Mittelwellensender in Amplituden-Modulation
Liste von Sendeanlagen, die in Deutschland großteils empfangbar sind:
| Frequenz in kHz | Standort                                         | Leistung in kW | Sendeantenne | Programm                                            | Anmerkung |
| --------------- | ------------------------------------------------ | -------------- | --- | --------------------------------------------------- | --- |
| 531             | Akraberg (Färöer)                                | 100/25         | abgespannter Stahlfachwerkmast mit dreieckigem Querschnitt, Höhe: 147 m                                                                                 | Útvarp Føroya                                       | |
| 531             | Aïn Beïda (Algerien)                             | 600            | | Jil FM                                              | nachts mit halber Leistung |
| 540             | Solt (Ungarn)                                    | 2000           | abgespannter Stahlfachwerkmast, Höhe 298 m, gegen Erde isoliert                                                                                         | MR 1-Kossuth Rádió                                  | von 4:25 Uhr/4:55 Uhr bis 22:30 Uhr in Betrieb |
| 576             | Widin (Bulgarien)                                | 400            | abgespannter, gegen Erde isolierter Stahlfachwerkmast mit zusätzlicher Reusenantenne (ARRT-Typ); Höhe: 257 m                                            | Radio Horizont                                      | |
| 585             | Las Rozas de Madrid (Spanien)                    | 300            | abgespannter Stahlfachwerkmast, Höhe 264 m | Radio Nacional                                      | |
| 630             | Tunis-Djedeida (Tunesien)                        | 600            | abgespannter Stahlfachwerkmast, Höhe: 148 m | RTT Radio Nationale                                 | |
| 648             | Orford Ness (Großbritannien)                     | 4              | Richtstrahler nach Mitteleuropa, bestehend aus fünf 106,7 Meter hohen, gegen Erde isolierten Stahlfachwerktürmen                                        | Radio Caroline                                      | Seit Ende 2017, nutzt den Sender Orfordness (ehemals BBC) |
| 693             | Droitwich                                        | 150            | gegen Erde isolierter abgespannter Stahlfachwerkmast | BBC Radio 5 Live                                    | |
| 693             | Burghead                                         | 25             | gegen Erde isolierter, abgespannter selbststrahlender Stahlfachwerkmast                                                                                 | BBC Radio 5 Live                                    | |
| 738             | Palau-solità i Plegamans bei Barcelona (Spanien) | 300            | selbststrahlender, abgespannter Stahlfachwerkmast, Höhe 217 m                                                                                           | Radio Nacional                                      | |
| 810             | Ovče Pole (Mazedonien)                           | 1200           | freistehender Stahlfachwerkturm | Radio Skopje 1                                      | |
| 810             | Westerglen (Großbritannien)                      | 100            | gegen Erde isolierter, abgespannter Stahlfachwerkmast                                                                                                   | BBC Radio Scotland                                  | |
| 810             | Burghead (Großbritannien)                        | 100            | gegen Erde isolierter, selbststrahlender Sendemast | BBC Radio Scotland                                  | |
| 855             | Tâncăbești (Rumänien)                            | 400            | | Radio România Actualităţi                           | |
| 909             | Cluj (Rumänien)                                  | 200            | | Radio România Actualităţi                           | |
| 909             | Moorside Edge (Großbritannien)                   | 200            | abgespannter Stahlfachwerkmast, Höhe: 158 m | BBC Radio 5 Live                                    | |
| 909             | Brookmans Park (Großbritannien)                  | 150            | T-Antenne an zwei 61 m hohen, gegen Erde isolierten, Stahlfachwerktürmen aufgehängt; abgespannter Stahlfachwerkmast, Höhe: 152,4 m                      | BBC Radio 5 Live                                    | |
| 954             | Dobrochov (Tschechien)                           | 200            | Freistehender Stahlfachwerkturm, Höhe 152 m | ČRo 2 Praha                                         | |
| 1053            | Droitwich (Großbritannien)                       | 500            | gegen Erde isolierter Stahlfachwerkmast mit dreieckigem Querschnitt                                                                                     | Talksport                                           | |
| 1089            | Moorside Edge (Großbritannien)                   | 400            | abgespannter Stahlfachwerkmast, Höhe: 158 m | Talksport                                           | |
| 1089            | Brookmans Park (Großbritannien)                  | 400            | T-Antenne an zwei 61 m hohen, gegen Erde isolierten, Stahlfachwerktürmen aufgehängt; abgespannter Stahlfachwerkmast, Höhe: 152,4 m                      | Talksport                                           | |
| 1089            | Sender Washford (Somerset, Großbritannien)       | 80             | | Talksport                                           | |
| 1170            | Beli Križ (Slowenien)                            | 300            | abgespannter Stahlfachwerkmast; Höhe: 123,6 Meter | Radio Capodistria                                   | |
| 1188            | Marcali (Ungarn)                                 | 300            | abgespannter Stahlfachwerkmast, Höhe: 126 m | MR4-Nemzetiségi Adások                              | von 8 bis 20 Uhr in Betrieb |
| 1188            | Szolnok (Ungarn)                                 | 100            | abgespannter Stahlfachwerkmast mit dreieckigem Querschnitt, Höhe: 119 m                                                                                 | MR4-Nemzetiségi Adások                              | von 8 bis 20 Uhr in Betrieb |
| 1233            | Libeznice (Tschechische Republik)                | 10             | Stahlfachwerkmast, Höhe: 36 Meter | Radio Dechovka                                      | |
| 1350            | Gawar (Armenien)                                 | 850            | | Missionssender Trans World Radio                    | |
| 1395            | Fllake (Albanien)                                | 500            | | Trans World Radio                                   | Frequenznachfolge von Radio Tirana |
| 1458            | Brookmans Park (Großbritannien)                  | 125            | gegen Erde isolierter selbststrahlender Stahlfachwerkmast, Höhe: 152,4 m; zwei freistehende Stahlfachwerktürme mit aufgehängter T-Antenne, Höhe: 60,9 m | Lyca Radio                                          | Bis 2014 Sunrise Radio |
| 1467            | Le Col de la Madone (Frankreich)                 | 40             | abgespannte Stahlfachwerkmaste; Höhe: 101 m | Radio Maria                                         | |
| 1467            | Roumoules (Frankreich)                           | 1000           | umschaltbare Richtstrahlantenne aus neun gegen Erde isolierten, abgespannten Stahlfachwerkmasten, Höhe 100 m                                            | Trans World Radio                                   | |
| 1485            | Erlangen (Deutschland)                           | 0,15           | ein knapp 60 Meter hoher Betonturm mit diversen anderen Antennen, wird für die Mittelwelle mitbenutzt                                                   | 5–24 Uhr Funklust 0–5 Uhr intermittierende Testtöne | die Sendehardware gestattet bei Bedarf eine mit dem OCXO synchronisierte langsame Frequenzumtastung des Trägers im Hertz- oder Subherzbereich (im Moment noch deaktiviert) zur besseren Identifizierung des Senders bei DX-Versuchen |

## Historische Mittelwellensender
Liste abgeschalteter Sendeanlagen, die zum Teil eine traditionsreiche Geschichte und einen länderübergreifenden Bekanntheitsgrad aufwiesen:
| Frequenz in kHz | Standort                               | Leistung in kW                                                 | Sendeantenne | Programm | Anmerkung |
| --------------- | -------------------------------------- | -------------------------------------------------------------- | --- | --- | --- |
| 531             | Beromünster (Schweiz)                  | 180                                                            | freistehender Stahlfachwerkturm, Höhe 217 m, gegen Erde isoliert, selbststrahlend (Blosenbergturm) | DRS Musikwelle | abgeschaltet seit 1. Januar 2009, Reserveturm abgerissen |
| 531             | Burg                                   | 2                                                              | Dreieckflächenantenne | Truckradio | seit September 2008 abgeschaltet |
| 540             | Wavre (Belgien)                        | 150                                                            | gegen Erde isolierter, abgespannter Stahlfachwerkmast, Höhe: 250 Meter, auch benutzt für 621 kHz | VRT Radio 2 | abgeschaltet seit 30. März 2008 |
| 549             | Nordkirchen                            | 100                                                            | zwei abgespannte Stahlfachwerkmasten, Höhe 99,5 m, gegen Erde isoliert | Deutschlandfunk | abgeschaltet am 31. Dezember 2015, abgerissen |
| 549             | Thurnau                                | 100                                                            | abgespannter Stahlfachwerkmast, Höhe 240 m, gegen Erde isoliert | Deutschlandfunk | abgeschaltet am 31. Dezember 2015, abgerissen |
| 558             | Monte Ceneri (Schweiz)                 | 200                                                            | abgespannter Stahlfachwerkmast, Höhe 220 m, gegen Erde isoliert | Stimme Russlands | wurde am 31. Dezember 2012 abgeschaltet |
| 567             | Tullamore (Irland)                     | 500                                                            | abgespannter Stahlfachwerkmast, Höhe 290 m, gegen Erde isoliert | RTÉ Radio 1 | abgeschaltet seit 24. April 2008, Sendemast am 25. Juli 2023 gesprengt |
| 567             | Caltanissetta (Italien)                | 20                                                             | abgespannter Stahlfachwerkmast, Höhe: 282 m | Rai Radio 1 | seit Ende September 2012 abgeschaltet |
| 576             | Mühlacker                              | 100                                                            | abgespannter Stahlrohrmast, Höhe 273 m, gegen Erde isoliert, doppelspeisbar, Reserveantenne: Stahlrohrmast gegen Erde isoliert, Höhe 130 m, zudem Reflektormast (gegen Erde isolierter Stahlfachwerkmast von 80 m Höhe)                             | SWR cont.ra | am 8. Januar 2012 aus Kostengründen abgeschaltet, Reservemast gesprengt |
| 585             | Wien/Bisamberg                         | 60                                                             | gegen Erde isolierter, abgespannter Stahlfachwerkmast von 120 m Höhe, gegen Erde isolierter abgespannter Stahlfachwerkmast von 265 m Höhe | früher Ö1/Ö2 Wien | Ende 2008 abgeschaltet, Sendemasten am 24. Februar 2010 gesprengt |
| 594             | Hoher Meißner                          | 90                                                             | Reusenantenne an 155 Meter hohen geerdeten Stahlfachwerkmast, Reserveantenne: gegen Erde isolierter 95 Meter hoher Stahlrohrmast | hr-info mit Sonder- und Auslandssendungen (hr-info plus) | seit 1. Januar 2010 aus Kostengründen abgeschaltet, Mittelwellenantenne abgerissen |
| 594             | Weiskirchen                            | 250                                                            | zwei gegen Erde isolierte Stahlfachwerkmasten, Höhe 126,5 m, Richtstrahlung | hr-info mit Sonder- und Auslandssendungen (hr-info plus) | seit 1. Januar 2010 aus Kostengründen abgeschaltet, Sendemasten am 11. April 2012 gesprengt |
| 603             | Zehlendorf                             | 20                                                             | Reusenantenne an 129 Meter hohem geerdeten, abgespannten Stahlfachwerkmast | Radio B2 | seit Januar 2011 abgeschaltet |
| 603             | Tramoyes bei Lyon (Frankreich)         | 300                                                            | abgespannter, selbststrahlender Stahlfachwerkmast, Höhe 220 m | France Info | abgeschaltet am 31. Dezember 2015 |
| 612             | Kronshagen bei Kiel                    | 10                                                             | abgespannter, geerdeter Stahlfachwerkmast, Höhe 104 Meter (im Jahr 2012 demontiert) | Power 612 | Popmusiksender, aktiv von Mai 1998 bis Januar 2004. |
| 621             | Wavre (Belgien)                        | 300                                                            | gegen Erde isolierter, abgespannter Stahlfachwerkmast, Höhe: 250 Meter | RTBF international | abgeschaltet seit 31. Dezember 2018 |
| 630             | Braunschweig/Cremlingen                | 100 (Tag)/18 (Nacht)                                           | gegen Erde isolierter abgespannter Stahlfachwerkmast, Höhe: 137 m | Stimme Russlands | wurde am 31. Dezember 2012 abgeschaltet |
| 639             | Liblice (Tschechien)                   | 750                                                            | Reusenantennen an zwei geerdeten, abgespannten Stahlfachwerkmasten, Höhe: 355 m | ČRo 2 Praha | seit 31. Dezember 2021 23:59 Uhr abgeschaltet |
| 648             | Orford Ness (Großbritannien)           | 500                                                            | Richtstrahler nach Mitteleuropa, bestehend aus fünf 106,7 Meter hohen, gegen Erde isolierten Stahlfachwerktürmen | BBC World Service | BBC seit dem 27. März 2011 abgeschaltet, seit 2017 wieder mit geringer Leistung aktiv |
| 657             | Neapel-Marcianise (Italien)            | 50                                                             | selbststrahlender abgespannter Stahlfachwerkmast, gegen Erde isoliert, doppelspeisbar, Höhe 205 m | Rai Radio 1 | seit 17. September 2012 abgeschaltet |
| 657             | Montiggl (Italien)                     | 25                                                             | Stahlfachwerkmast | Rai Radio 1 | seit Dezember 2012 abgeschaltet, demontiert |
| 657             | Coltano (Italien)                      | 50                                                             | abgespannter Stahlfachwerkmast | Rai Radio 1 (TO) | am 11. September 2022 abgeschaltet |
| 666             | Bodenseesender Rohrdorf                | 150                                                            | abgespannter Stahlfachwerkmast, gegen Erde isoliert, Höhe 240 m (Tagbetrieb), 1 abgespannter gegen Erde isolierter Stahlfachwerkmast, Höhe 137 m für Nachtbetrieb und Reserveantenne                                                                | SWR cont.ra | seit dem 8. Januar 2012 abgeschaltet, 2012/2013 demontiert |
| 675             | Lopik (Niederlande)                    | 60                                                             | gegen Erde isolierter abgespannter Stahlfachwerkmast, Höhe 196 m | Radio Maria | abgeschaltet am 1. September 2015 - Mast zerstört |
| 693             | Zehlendorf                             | 250                                                            | Reusenantenne an geerdeten, abgespannten Stahlfachwerkmasten von 120 m Höhe | Stimme Russlands (ehemals Berliner Rundfunk) | zum 1. Januar 2014 abgeschaltet, abgerissen |
| 702             | Flensburg                              | 7,5                                                            | Reusenantenne an abgespanntem, geerdetem Stahlfachwerkmast | NDR Info | abgeschaltet am 13. Januar 2015 |
| 702             | Jülich                                 | 5                                                              | Langdrahtantenne an freistehendem Stahlfachwerkturm | Truckradio, Christian Vision | wurde am 24. Oktober 2009 abgeschaltet, Sendemasten am 8. November 2010 abgerissen |
| 702             | Le Col de la Madone (Frankreich)       | 200                                                            | abgespannter Stahlfachwerkmast; Höhe: 250 m | Radio China International (französisch) | |
| 711             | Heilbronn                              | 5                                                              | abgespannter Stahlfachwerkmast, Höhe 74 m, gegen Erde isoliert | SWR cont.ra | seit Mai 2010 DRM, seit 1. Juli 2011 abgeschaltet |
| 711             | Thourie (Frankreich)                   | 300                                                            | abgespannter Stahlfachwerkmast, Höhe 220 m, gegen Erde isoliert | France Info | am 31. Dezember 2015 abgeschaltet |
| 720             | Langenberg                             | 63,5                                                           | Reusenantenne an geerdetem, abgespanntem Stahlfachwerkmast von 170 m Höhe, Reusenantenne an abgespanntem, geerdetem Stahlfachwerkmast von 300 m Höhe                                                                                                | WDR 2 oder WDR VERA, zu bestimmten Anlässen WDR Event | abgeschaltet am 6. Juli 2015 |
| 729             | Würzburg                               | 1                                                              | geerdeter Stahlfachwerkmast | Bayern plus | Abschaltung zum 30. September 2015 |
| 729             | Hof                                    | 0,2                                                            | obengespeister geerdeter, abgespannter Stahlfachwerkmast, Höhe 74 m | Bayern plus | Abschaltung zum 30. September 2015, abgerissen |
| 729             | Putbus (Rügen)                         | 1                                                              | abgespannter Stahlfachwerkmast mit Dachkapazität, Höhe 51 m, gegen Erde isoliert, Fußpunkt-Speisung | Deutschlandradio Kultur | DRM, am 1. Januar 2010 abgeschaltet, Sendemast im Jahr 2012 demontiert |
| 738             | Hirschlanden                           | 5                                                              | gegen Erde isolierter Stahlfachwerkmast, Höhe 40 m | Truckradio | seit Mai 2008 abgeschaltet, gleicher Mast wie AFN-Sender |
| 747             | Flevoland (Niederlande)                | 400 (Tag) / 60 (Nacht)                                         | Reusenantenne an abgespanntem, geerdetem Stahlfachwerkmast, Höhe 195 m, doppelspeisbar, siehe auch Mittelwellensender Flevoland | Radio 5 | wurde am 1. September 2015 abgeschaltet, abgerissen |
| 756             | Braunschweig/Cremlingen                | 200                                                            | gegen Erde isolierter Stahlrohrmast, Höhe 189 m, gegen Erde isolierter Stahlfachwerkmast, Höhe 99 m, Richtstrahlung, Reserveantenne: gegen Erde isolierter Stahlfachwerkmast, Höhe 137 m                                                            | Deutschlandfunk | abgeschaltet am 31. Dezember 2015, abgerissen |
| 756             | Ravensburg                             | 100                                                            | zwei gegen Erde isolierte Stahlfachwerkmasten, Höhe 120 m, Richtstrahlung | Deutschlandfunk | abgeschaltet am 31. Dezember 2015, abgerissen |
| 765             | Sottens (Schweiz)                      | 170                                                            | Reusenantenne an geerdeten Stahlfachwerkturm, Höhe 190 m | Option Musique | Die Programmverbreitung von Option Musique wurde zum 5. Dezember 2010 eingestellt, bis zur definitiven Abschaltung als letzter Schweizer Mittelwellensender am 31. Dezember 2010 lief eine Hinweisschleife mit alternativen Empfangsmöglichkeiten des Programms Option Musique. |
| 774             | Bonn                                   | 5                                                              | obengespeiste Drahtantenne, seitlich am geerdeten Stahlrohrmast, Höhe 180 m | WDR 2 oder WDR VERA Verkehrsradio, zu bestimmten Anlässen WDR Event | abgeschaltet am 6. Juli 2015 |
| 783             | Leipzig                                | 100                                                            | Dreieckflächenantenne aus drei je 50 Meter hohen Stahlfachwerkmasten | MDR Info | Die Programmverbreitung wurde am 30. April 2013 eingestellt. Bis zur endgültigen Abschaltung am 6. Mai 2013 lief eine Hinweisschleife, die auf den alternativen Empfangsweg DAB+ verwies; im September 2013 abgerissen                                                          |
| 792             | Limoges-Nieul (Frankreich)             | 300                                                            | abgespannter Stahlfachwerkmast | France Info | abgeschaltet am 9. Juli 2014 |
| 792             | Lingen                                 | 5                                                              | Drahtantenne an geerdetem Stahlrohrmast | NDR Info | abgeschaltet am 13. Januar 2015 |
| 801             | Ismaning                               | 100                                                            | abgespannter Stahlrohrmast, Höhe 171,5 m, gegen Erde isoliert, mehrfachspeisbar, Reserveantenne: gegen Erde isolierter, abgespannter Stahlfachwerkmast, Höhe 105 m                                                                                  | Bayern plus | Abschaltung zum 30. September 2015, Mittelwellenantenne abgerissen |
| 801             | Nürnberg/Dillberg                      | 20                                                             | Reusenantenne an geerdetem Stahlfachwerkmast von 231 m Höhe | Bayern plus | Abschaltung zum 30. September 2015 |
| 828             | Hannover/Hemmingen                     | 20 (Tag)/5 (Nacht)                                             | Langdrahtantenne an geerdetem Stahlfachwerkmast, Höhe 125 m | NDR Info | abgeschaltet am 13. Januar 2015 |
| 828             | Freiburg                               | 10                                                             | gegen Erde isolierter, abgespannter selbststrahlender Stahlgittermast, Höhe: 92 m | SWR cont.ra | am 8. Januar 2012 aus Kostengründen abgeschaltet |
| 837             | Nancy-Nomény (Frankreich)              | 200                                                            | abgespannter Stahlfachwerkmast | France Info | abgeschaltet am 9. Juli 2014 |
| 846             | Santa Palomba bei Rom                  | 25                                                             | Reusenantenne an 186 Meter hohem, freistehendem Stahlfachwerkturm | Rai Radio 1 (bis 2004 Rai Radio 2) | DRM, früher bekannt als Stazione Roma II; Von März 2002–April 2003 und Mai 2004–Januar 2007 außer Betrieb, seit Januar 2008 DRM, Sporadisch in Betrieb bis 2009 |
| 855             | Berlin-Britz                           | 25                                                             | gegen Erde isolierter, abgespannter Stahlfachwerkmast, Höhe 146 m | DRadio Wissen, Deutschlandfunk | DRM, seit 19. September 2012 abgeschaltet., abgerissen |
| 864             | Villebon-sur-Yvette (Frankreich)       | 300                                                            | zwei abgespannte selbstabstrahlende Stahlfachwerkmasten mit dreieckigem Querschnitt | France Bleu 107.1 | in den Nachtstunden der am leichtesten zu empfangende Sender in AM-Stereo |
| 882             | Wachenbrunn                            | 20                                                             | zwei gegen Erde isolierte abgespannte Stahlrohrmasten, Höhe 146,5 m | MDR Info | am 30. Juni 2011 abgeschaltet, Sendemasten am 14. Juli 2011 gesprengt |
| 891             | Hulsberg (Niederlande)                 | 20                                                             | abgespannter Stahlfachwerkmast, Höhe: 101 m (auch verwendet für 1251 kHz) | Radio 538 | im November 2016 abgeschaltet |
| 900             | Siziano bei Mailand (Italien)          | 50                                                             | abgespannte Stahlgittermasten, gegen Erde isoliert, doppelspeisbar; Höhe: 145 und 148 Meter | Rai Radio 1 (LO) | bekannt als Stazione Milano I (auch Normalfrequenzsender und AMDS-Sender), abgeschaltet am 11. September 2022, abgerissen |
| 909             | Dillberg                               | 0,1                                                            | zwei geerdete Stahlrohrmasten; Höhe: 231 m und 195 m | bit eXpress | Digitalmodus DRM, am 30. September 2015 abgeschaltet |
| 918             | Domžale (Slowenien)                    | 100 (Tag) / 300 (Nacht)                                        | abgespannter Stahlrohrmast, gegen Erde isoliert, Höhe 161 m | Radio Slovenija 1 | RTV Slovenija hat seine Ausstrahlungen auf der Mittelwelle 918 kHz am 4. September 2017 um 12:05 Uhr beendet. |
| 927             | Wolvertem (Belgien)                    | 300                                                            | | Radio 1 | am 31. Dezember 2011 abgeschaltet |
| 936             | Campalto (Venedig)                     | 5                                                              | Stahlfachwerkturm | Rai Radio 1 (VE) | am 11. September 2022 endgültig abgeschaltet |
| 936             | Bremen-Oberneuland                     | 50                                                             | geknickte Reusenantenne an geerdetem, abgespanntem Stahlfachwerkmast, Höhe 45 m | Bremen Eins | wurde am 10. März 2010 aufgrund von Einsparungsmaßnahmen abgeschaltet |
| 945             | Toulouse-Muret (Frankreich)            | 300                                                            | abgespannter Stahlfachwerkmast | France Info | abgeschaltet am 9. Juli 2014 |
| 963             | Pori (Finnland)                        | 600                                                            | abgespannter Stahlfachwerkmast; Höhe: 185 m | Radio China International | wurde am 15. April 2013 abgeschaltet |
| 972             | Hamburg-Billwerder                     | 100                                                            | gegen Erde isolierter, abgespannter Stahlrohrmast, Höhe 184 m, doppelspeisbar, gegen Erde isolierter Stahlrohrmast, 120,9 m | NDR Info | abgeschaltet am 13. Januar 2015, abgerissen |
| 990             | Berlin-Britz                           | 100                                                            | abgespannter Stahlfachwerkmast, gegen Erde isoliert, Höhe 160 m | Deutschlandradio Kultur (früher RIAS) | am 4. September 2013 endgültig abgeschaltet Der letzte verbliebene 160 Meter hohe Sendemast wurde am 18. Juli 2015 um 14 Uhr gesprengt. |
| 999             | Torino (Italien)                       | 50                                                             | | Rai Radio 1 (PT) | am 11. September 2022 abgeschaltet |
| 1008            | Flevoland (Niederlande)                | 200                                                            | Reusenantenne an geerdetem, abgespanntem Stahlfachwerkmast, Höhe 195 m, doppelspeisbar | Groot Nieuws Radio | abgeschaltet im Januar 2019, Sendemasten gesprengt |
| 1017            | Rheinsender Wolfsheim                  | 100                                                            | gegen Erde isolierter Stahlrohrmast, Höhe 160 m, doppelspeisbar | SWR cont.ra | am 8. Januar 2012 aus Kostengründen abgeschaltet, am 19. Februar 2013 abgerissen |
| 1044            | Dresden/Wilsdruff                      | 20                                                             | gegen Erde isolierter, abgespannter Stahlrohrmast, Höhe 153 m | MDR Info | am 6. Mai 2013 abgeschaltet, am 1. August 2021 durch Sprengung abgerissen |
| 1062            | Kalundborg (Dänemark)                  | 300                                                            | gegen Erde isolierter, abgespannter Stahlfachwerkmast, Höhe 147 m | DR P5 Kalundborg | seit 26. Juni 2011 abgeschaltet, Sendemast am 20. Juni 2012 gesprengt |
| 1062            | Cagliari (Sardinien)                   | 20                                                             | Stahlfachwerkmast | Rai Radio 1 (SAR) | am 11. September 2022 abgeschaltet |
| 1107            | Grafenwöhr                             | 10                                                             | abgespannter Stahlrohrmast; Höhe: 66 m | AFN – The Eagle | Ab 28. August 2008 abgeschaltet. Sendemast im Jahr 2009 abgerissen. Der Sendestandort wurde nach Vilseck verlegt. |
| 1107            | Kaiserslautern/Sambach                 | 10                                                             | gegen Erde isolierter Stahlfachwerkmast | AFN – Power Network Kaiserslautern | am 31. August 2014 abgeschaltet |
| 1107            | Monte Ciocci (Rom) (Italien)           | 2                                                              | abgespannter Stahlrohrmast, gegen Erde isoliert, doppelspeisbar | Rai Radio 1 (LA) | übertrug zeitweise das Regionalprogramm Rai Lazio, am 11. September 2022 endgültig abgeschaltet |
| 1116            | Bologna (Italien)                      | 100                                                            | abgespannter Stahlrohrmast, gegen Erde isoliert, doppelspeisbar | Rai Radio 1 (bis 2004 Rai Radio 2) | im Jahr 2007 abgeschaltet |
| 1134            | Nin (Kroatien)                         | 600                                                            | zwei Stahlfachwerkmasten | Glas Hrvatske | seit 1. Januar 2014 inaktiv |
| 1143            | Heidelberg-Wieblingen                  | 1                                                              | gegen Erde isolierter Stahlrohrmast; Höhe: 65 Meter | AFN – Power Network Kaiserslautern | seit 2014 abgeschaltet |
| 1143            | Würzburg                               | 0,3                                                            | | AFN – The Eagle | |
| 1143            | Bitburg                                | 0,3                                                            | | AFN – Power Network Eifel | |
| 1143            | Stuttgart/Hirschlanden                 | 10                                                             | gegen Erde isolierter, abgespannter Stahlfachwerkmast, Höhe 40 m | AFN – Power Network Stuttgart | am 7. März 2014 abgeschaltet |
| 1179            | Sölvesborg (Schweden)                  | 600                                                            | zwei Reusenantennen an zwei geerdeten Stahlfachwerktürmen, Höhe 135 m | Sveriges Radio mit Auslandssendungen | wurde am 30. Oktober 2010 aus Kostengründen abgeschaltet |
| 1179            | Heusweiler                             | 10                                                             | gegen Erde isolierter Stahlfachwerkmast, Höhe 50 m | Antenne Saar | am 31. Dezember 2015 abgeschaltet, gesprengt am 21. September 2018 |
| 1188            | Reichenbach                            | 3                                                              | Reusenantenne an geerdetem, abgespanntem Stahlfachwerkmast; Höhe: 50 m | MDR Info | Die Programmverbreitung wurde am 30. April 2013 eingestellt. Bis zur endgültigen Abschaltung am 6. Mai 2013 lief eine Hinweisschleife, die auf den alternativen Empfangsweg DAB+ verweist; im Juli 2013 abgerissen                                                              |
| 1197            | Ismaning                               | 300/150                                                        | vier gegen Erde isolierte, abgespannte Stahlfachwerkmasten, Höhe 120 m, umschaltbare Richtstrahlung | VoA, RFE/RL (IBB) | abgeschaltet seit 27. März 2005, Sendeanlage Ende 2007 demontiert |
| 1215            | Bolschakowo bei Kaliningrad (Russland) | 1200                                                           | 16 selbststrahlende Sendemasten mit Reusenantenne, Höhe: 256 m | Westi FM | |
| 1215            | Brookmans Park (Großbritannien)        | 125                                                            | gegen Erde isolierter selbststrahlender Stahlfachwerkmast, Höhe: 152,4 m; zwei freistehende Stahlfachwerktürme mit aufgehängter T-Antenne, Höhe: 60,9 m                                                                                             | Absolute Radio | Am 20. Januar 2023 wurde die Ausstrahlung über Mittelwelle auf der Frequenz 1215 kHz, eingestellt. |
| 1215            | Moorside Edge (Großbritannien)         | 200                                                            | | Absolute Radio | Am 20. Januar 2023 wurde die Ausstrahlung über Mittelwelle auf der Frequenz 1215 kHz, eingestellt. |
| 1215            | Westerglen (Großbritannien)            | 100                                                            | abgespannter, gegen Erde isolierter Stahlfachwerkmast | Absolute Radio | Am 20. Januar 2023 wurde die Ausstrahlung über Mittelwelle auf der Frequenz 1215 kHz, eingestellt. |
| 1215            | Washford (Großbritannien)              | 100                                                            | | Absolute Radio | Am 20. Januar 2023 wurde die Ausstrahlung über Mittelwelle auf der Frequenz 1215 kHz, eingestellt. |
| 1242            | Marseille (Frankreich)                 | 150                                                            | | France Info | am 1. Januar 2016 abgeschaltet |
| 1251            | Hulsberg (Niederlande)                 | 10                                                             | abgespannter Stahlfachwerkmast, Höhe: 101 m (auch verwendet für 891 kHz) | Radio 5 | wurde am 1. September 2015 abgeschaltet |
| 1269            | Neumünster                             | 300                                                            | zwei gegen Erde isolierte, abgespannte Stahlfachwerkmasten, Höhe 65 m | Deutschlandfunk | abgeschaltet am 31. Dezember 2015, abgerissen |
| 1278            | Sélestat (Frankreich)                  | 300                                                            | gegen Erde isolierter, abgespannter Stahlfachwerkmast, umschaltbare Richtstrahlung | France Bleu Elsass | abgeschaltet am 31. Dezember 2015 |
| 1314            | Kvitsøy (Norwegen)                     | 600                                                            | Dipol-Reusenantenne an geerdetem Stahlfachwerkturm, Höhe 117,5 m | Norsk rikskringkasting | am 30. Juni 2006 abgeschaltet, im Juni 2012 gesprengt |
| 1323            | Wachenbrunn                            | 500 (Tag)/150 (Nacht)                                          | vier gegen Erde isolierte, abgespannte Stahlfachwerkmasten, Höhe 125,1 m, umschaltbare Richtstrahlung | Stimme Russlands, Religionsgemeinschaft Universelles Leben | wurde am 31. Dezember 2012 abgeschaltet, abgerissen |
| 1332            | Santa Palomba bei Rom (Italien)        | 150                                                            | Reusenantenne an freistehendem Stahlfachwerkturm | Rai Radio 1 | 2002 abgeschaltet |
| 1332            | Moravské Budějovice (Tschechien)       | 50                                                             | abgespannter Stahlfachwerkmast, 107 m | ČRo 2 Praha | am 31. Dezember 2021 abgeschaltet, abgerissen |
| 1341            | Szolnok (Ungarn)                       | 150                                                            | abgespannter Stahlfachwerkmast mit dreieckigem Querschnitt, 119 m hoch | Magyar Katolikus Rádió | seit 16. Januar 2011 abgeschaltet |
| 1341            | Lisnagarvey (Nordirland)               | 100                                                            | Blaw-Knox-Sendeturm; Höhe 99 m | BBC Radio Ulster | am 6. Mai 2021 abgeschaltet |
| 1350            | Le Col de la Madone (Frankreich)       | 10                                                             | abgespannte Stahlfachwerkmaste; Höhe: 101 und 250 Meter | Radio Orient | am 25. Oktober 2013 abgeschaltet |
| 1377            | Lille-Camphain (Frankreich)            | 300                                                            | | France Info | am 31. Dezember 2015 abgeschaltet |
| 1386            | Bolschakowo bei Kaliningrad (Russland) | 1000                                                           | 256 Meter hoher selbststrahlender Sendemast mit Reusenantenne | Stimme Russlands, Religionsgemeinschaft Universelles Leben | seit 1. November 2007 abgeschaltet |
| 1395            | Trintelhaven (Niederlande)             | 20                                                             | | Big L Radio London | seit 25. Januar 2011 abgeschaltet |
| 1413            | Ulm                                    | 5                                                              | abgespannter Stahlfachwerkmast, gegen Erde isoliert | SWR cont.ra | Frequenzwechsel: Bis 1978 auf 998, bis 3/2010 auf 711, wurde am 30. Dezember 2011 aus Kostengründen abgeschaltet |
| 1422            | Heusweiler                             | 1.200 (Tag) / 600 (Nacht)                                      | zwei abgespannte Stahlfachwerkmasten, Höhe 120 m, ein Mast mittengespeist | SR 1 Europawelle Saar bis 1994, danach Deutschlandfunk | Stärkster Mittelwellensender in Deutschland, Schutznetz über Bundesautobahn 8, Sender abgeschaltet am 31. Dezember 2015, Sendemasten gesprengt am 21. September 2018, danach Schutznetz über BAB 8 abgebaut                                                                     |
| 1431            | Dresden/Wilsdruff                      | 250 (Tag)/150 (Nacht)                                          | gegen Erde isolierter, abgespannter Stahlrohrmast, Höhe 153 m | Stimme Russlands | am 31. Dezember 2012 abgeschaltet |
| 1440            | Marnach (Luxemburg)                    | 300 (Tag)/600 (Nacht)                                          | drei gegen Erde isolierte, abgespannte Stahlfachwerkmasten, Höhe 105 m (Hauptantenne); ein gegen Erde isolierter, abgespannter Stahlfachwerkmast, Höhe 60 m; ein freistehender, gegen Erde isolierter Stahlfachwerkturm, Höhe 65 m (Reserveantenne) | 05:00 Uhr - 05:15 Uhr RTL Radio 05:15 Uhr - 05:45 Uhr religiöse Sendungen von verschiedenen Missionswerken 05:45 Uhr - 08:00 Uhr RTL Radio 08:00 Uhr - 13:00 Uhr Radio China International (deutsch) 13:00 Uhr - 18:15 Uhr RTL Radio 18:15 Uhr - 18:30 Uhr religiöse Sendungen von verschiedenen Missionswerken 18:30 Uhr - 19:15/19:30 Uhr RTL Radio 19:15/19:30 Uhr - 20:00 Uhr religiöse Sendungen von verschiedenen Missionswerken 20:00 Uhr - 01:00 Uhr Radio China International (deutsch) | Abschaltung Ende 2015, abgerissen |
| 1476            | Wien/Bisamberg                         | 60                                                             | gegen Erde isolierter, abgespannter Stahlfachwerkmast von 120 m Höhe, gegen Erde isolierter abgespannter Stahlfachwerkmast von 265 m Höhe | Radio 1476, früher Ö1 | abgeschaltet am 31. Dezember 2008, Sendemasten am 24. Februar 2010 gesprengt |
| 1485            | Baden-Baden                            | 1                                                              | gegen Erde isolierter, abgespannter Stahlfachwerkmast, Höhe 50 m | SWR cont.ra | am 15. Oktober 2010 aus Kostengründen abgeschaltet |
| 1485            | Rheinsender Wolfsheim                  | 0,42                                                           | | SWR cont.ra | zeitweise DRM-Testbetrieb, am 8. Januar 2012 aus Kostengründen abgeschaltet; am 19. Februar 2013 abgerissen |
| 1485            | Berlin-Schäferberg                     | 1                                                              | Langdrahtantenne | Radio B2 | DRM, zurzeit inaktiv |
| 1485            | Hohenfels                              | 0,3                                                            | | AFN – The Eagle | |
| 1485            | Ansbach                                | 0,3                                                            | | AFN – Power Network Bavaria | |
| 1530            | Santa Maria di Galeria (Italien)       | 75                                                             | Dipol-Reusenantennen an vier geerdeten, freistehenden Stahlfachwerktürmen, Höhe 94 m | Radio Vatikan | seit 1. Juli 2012 abgeschaltet, am 8. Mai 2014 abgerissen |
| 1539            | Mainflingen bei Aschaffenburg          | 120 (Tag)/700 (Nacht)                                          | Tagbetrieb: gegen Erde isolierter, abgespannter Stahlfachwerkmast von 95 m Höhe; Nachtbetrieb: Kreuzdipol (Steilstrahlantenne) | ERF Plus | am 31. Dezember 2011 aus Kostengründen abgeschaltet, im Jahr 2014 zerstört |
| 1557            | Le Col de la Madone (Frankreich)       | 300                                                            | abgespannte Stahlfachwerkmaste; Höhe: 101 und 250 Meter | France Info | abgeschaltet am 31. Dezember 2015 |
| 1566            | Sarnen (Schweiz)                       | 300                                                            | Dipolantenne aus 2 × 170 m langen Dipolen (Abstand 96 m) auf 2 × 3 freistehenden Stahlfachwerktürmen, Höhe 40 m | DRS 1 | abgeschaltet 1992; 2013 demontiert |
| 1575            | Burg                                   | 100 (Tag)/500 (Nacht) analog bzw. 20 (Tag)/100 (Nacht) digital | Dipolantennen an freistehenden Stahlfachwerktürmen | Stimme Russlands | DRM/AM, Dipolantennen abgerissen |
| 1593            | Langenberg                             | 20                                                             | Reusenantenne im UKW-Mast | 06:00 – 22:00 WDR KIRAKA (KInder-RAdio-KAnal) 22:00 – 06:00 WDR 1 live diggi | seit 2006 DRM, am 31. Dezember 2011 abgeschaltet |
| 1611            | Santa Maria di Galeria (Italien)       | 50                                                             | zwei abgespannte Stahlfachwerkmasten | Radio Vatikan | zeitweise DRM, seit 1. Juli 2012 abgeschaltet |